# Birunatun
Birunatun is een bestuurslaag in het regentschap Timor Tengah Utara van de provincie Oost-Nusa Tenggara, Indonesië. Birunatun telt 711 inwoners (volkstelling 2010).